# Strade in Islanda

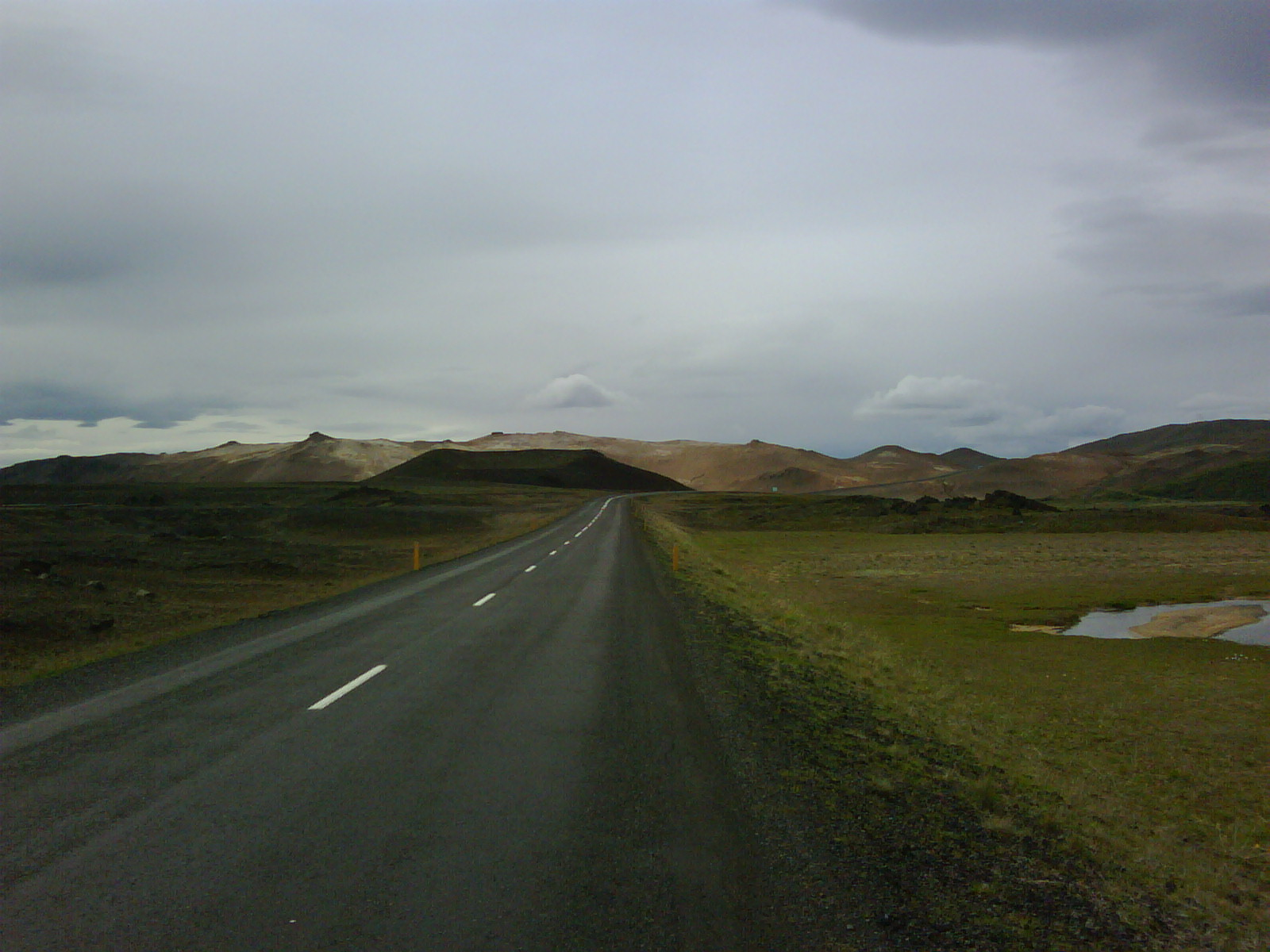
Hringvegur presso il Námafjall

Di seguito è riportato l'elenco delle strade principali in Islanda con il loro numero identificativo. Vengono classificate in:
- S = Stofnvegur: strada principale;
- T = Tengivegur: strada secondaria;
- L = Landsvegur: strada rurale;
- H = Héraðsvegur: strada provinciale.

Le principali strade di montagna portano i simboli sia delle strade principali che delle strade rurali. Strade che sono in classificazioni differenti a seconda del tratto in esame, sono classificate in funzione della sezione più lunga o più importante.

## Strade con identificatori ad una sola cifra
| Numero | Denominazione | Categoria | Percorso |
| ------ | ------------- | --------- | -------- |
|        | Hringvegur    | S         |          |

## Strade con identificatori a due cifre

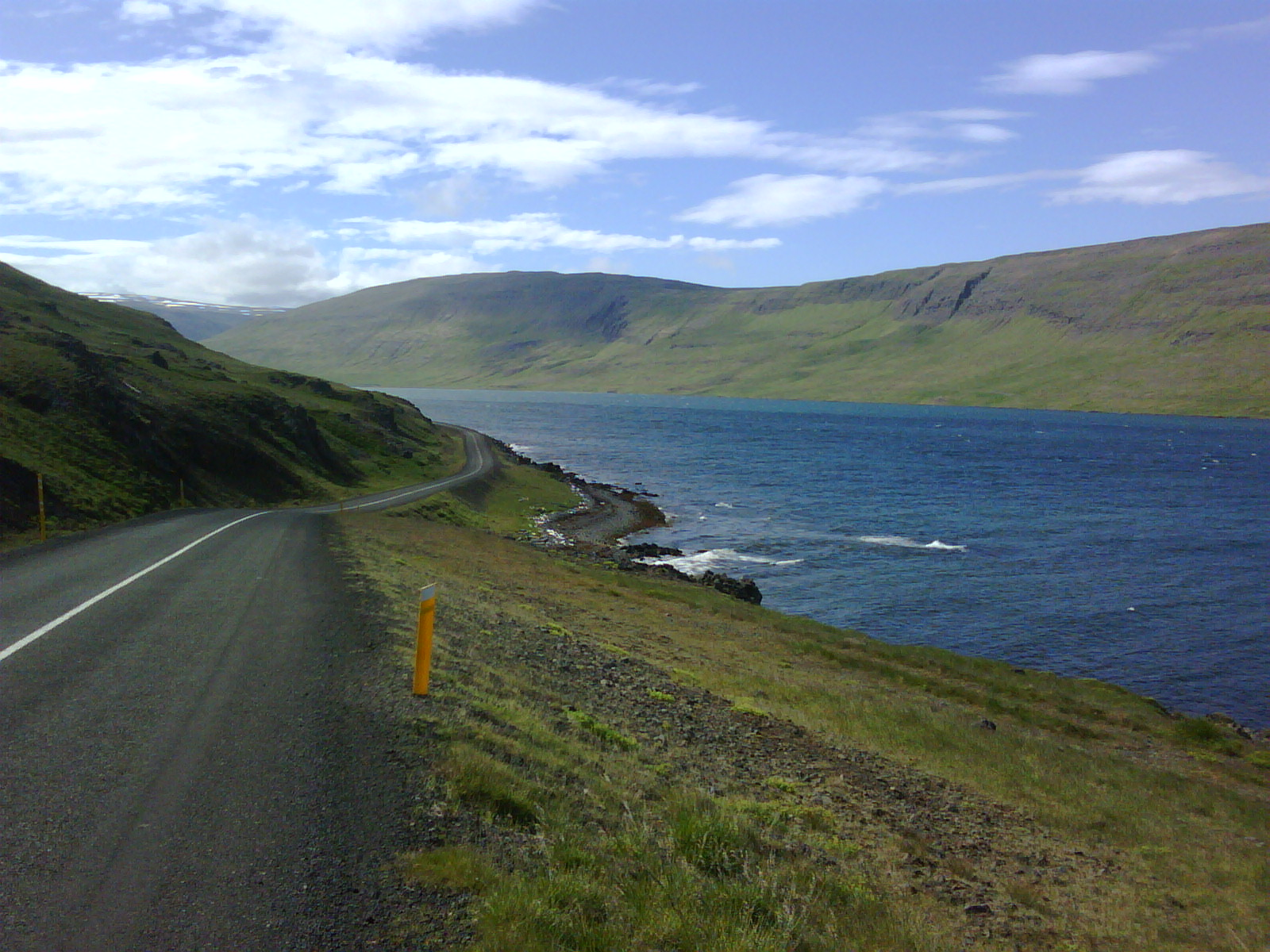
Djúpvegur

| Numero | Denominazione              | Categoria | Percorso |
| ------ | -------------------------- | --------- | -------- |
|        | Dalavegur                  | S         |          |
|        | Þykkvabæjarvegur           | T         |          |
|        | Landvegur                  | T         |          |
|        | Skeiða- og Hrunamannavegur | S         |          |
|        | Skálholtsvegur             | S         |          |
|        | Þjórsárdalsvegur           | S         |          |
|        | Gaulverjabæjarvegur        | S         |          |
|        | Eyrarbakkavegur            | S         |          |
|        | Kjalvegur                  | S; L      |          |
|        | Þingvallavegur             | S         |          |
|        | Laugarvatnsvegur           | S         |          |
|        | Þorlákshafnarvegur         | S         |          |
|        | Þrengslavegur              | S         |          |
|        | Hafnarfjarðarvegur         | S         |          |
|        | Reykjanesbraut             | S         |          |
|        | Krýsuvíkurvegur            | T         |          |
|        | Grindavíkurvegur           | S         |          |
|        | Hafnavegur                 | S         |          |
|        | Garðskagavegur             | S         |          |
|        | Víknavegur                 | S         |          |
|        | Hvalfjarðarvegur           | S         |          |
|        | Kjósarskarðsvegur          | T         |          |
|        | Nesbraut                   | S         |          |
|        | Borgarfjarðarbraut         | S         |          |
|        | Akrafjallsvegur            | S         |          |
|        | Uxahryggjavegur            | T         |          |
|        | Snæfellsnesvegur           | S         |          |
|        | Heydalsvegur               | T         |          |
|        | Vatnaleið                  | S         |          |
|        | Stykkishólmsvegur          | S         |          |
|        | Laxárdalsvegur             | T         |          |
|        | Vestfjarðavegur            | S         |          |
|        | Djúpvegur                  | S         |          |
|        | Barðastrandarvegur         | S         |          |
|        | Bíldudalsvegur             | S         |          |
|        | Flateyrarvegur             | S         |          |
|        | Súgandafjarðarvegur        | S         |          |
|        | Hólmavíkurvegur            | S         |          |
|        | Innstrandavegur            | S         |          |
|        | Hvammstangavegur           | S         |          |
|        | Skagastrandarvegur         | S         |          |
|        | Sauðárkróksbraut           | S         |          |
|        | Siglufjarðarvegur          | S         |          |
|        | Hofsósbraut                | S         |          |
|        | Ólafsfjarðarvegur          | S         |          |
|        | Grenivíkurvegur            | S         |          |
|        | Norðausturvegur            | S         |          |
|        | Kísilvegur                 | S         |          |
|        | Hafnarvegur í Bakkafirði   | T         |          |
|        | Norðfjarðarvegur           | S         |          |
|        | Seyðisfjarðarvegur         | S         |          |
|        | Borgarfjarðarvegur         | S         |          |
|        | Suðurfjarðavegur           | S         |          |
|        | Breiðdalsvíkurvegur        | S         |          |
|        | Djúpavogsvegur             | S         |          |
|        | Hafnarvegur                | S         |          |

## Strade con identificatori a tre cifre

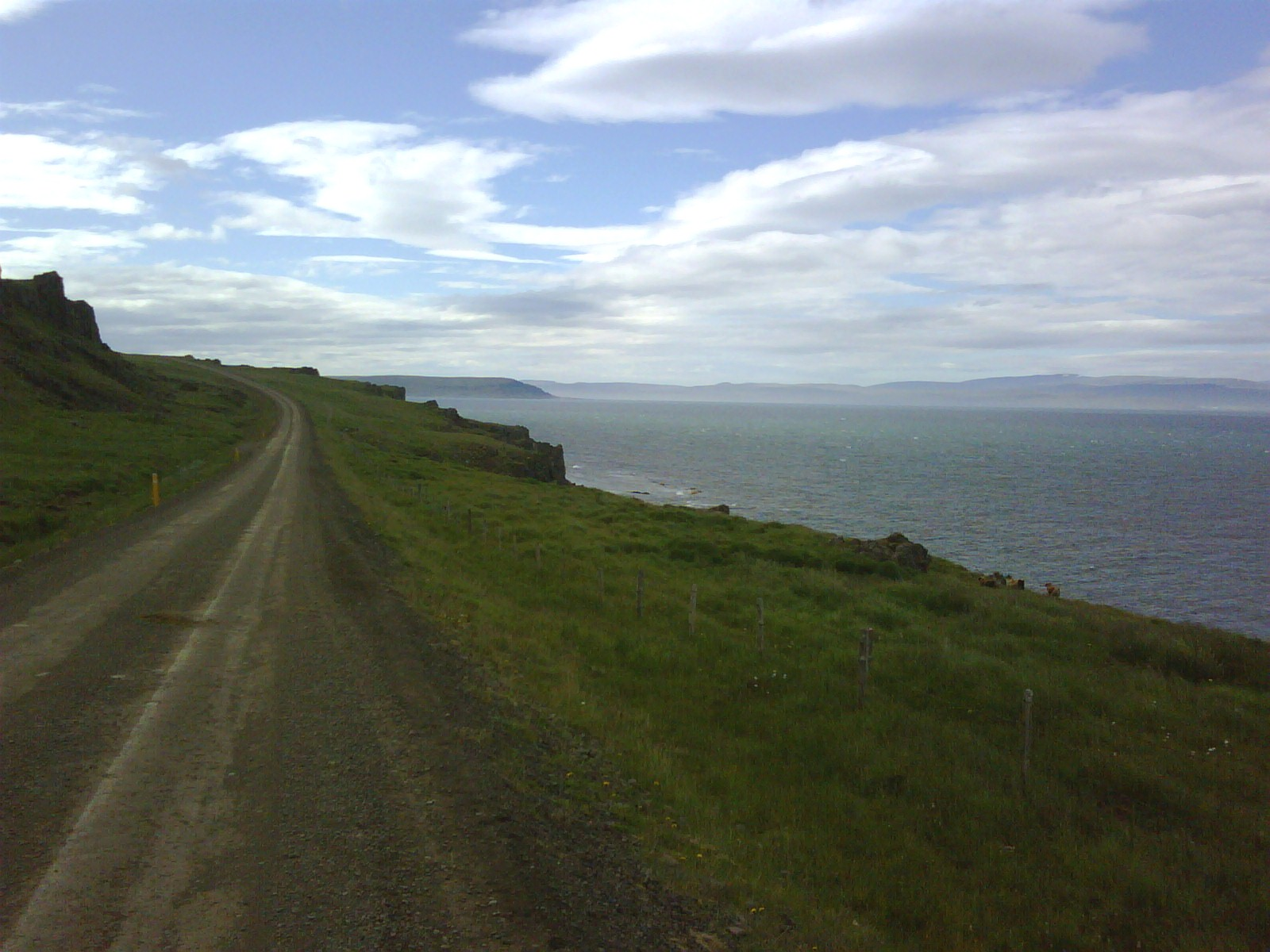
Vatnsnesvegur

### Suðurland est (ad est del Þjórsá)
| Numero | Denominazione       | Categoria | Percorso |
| ------ | ------------------- | --------- | -------- |
|        | Vallavegur          | H         |          |
|        | Prestsbakkavegur    | H         |          |
|        | Geirlandsvegur      | H         |          |
|        | Meðallandsvegur     | T         |          |
|        | Klausturvegur       | S         |          |
|        | Holtsvegur          | T         |          |
|        | Skaftártunguvegur   | S         |          |
|        | Hrífunesvegur       | T         |          |
|        | Ljótarstaðavegur    | T         |          |
|        | Álftaversvegur      | H         |          |
|        | Hryggjavegur        | H         |          |
|        | Kerlingardalsvegur  | T         |          |
|        | Reynishverfisvegur  | T         |          |
|        | Þórisholtsvegur     | H         |          |
|        | Dyrhólavegur        | T         |          |
|        | Péturseyjarvegur    | H         |          |
|        | Sólheimajökulsvegur | T         |          |
|        | Mýrdalsjökulsvegur  | T         |          |
|        | Eldfellsvegur       | T         |          |
|        | Stórhöfðavegur      | H         |          |
|        | Raufarfellsvegur    | H         |          |
|        | Leirnavegur         | H         |          |
|        | Hverfisvegur        | H         |          |
|        | Skálavegur          | H         |          |
|        | Sandhólmavegur      | T         |          |
|        | Merkurvegur         | H         |          |
|        | Þórsmerkurvegur     | T         |          |
|        | Dímonarvegur        | T         |          |
|        | Hólmabæjavegur      | T         |          |
|        | Landeyjavegur       | T         |          |
|        | Bakkavegur          | T         |          |
|        | Landeyjahafnarvegur | S         |          |
|        | Akureyjarvegur      | T         |          |
|        | Fljótshlíðarvegur   | T         |          |
|        | Vallarvegur         | H         |          |
|        | Rangárvallavegur    | T         |          |
|        | Oddavegur           | H         |          |
|        | Selalækjarvegur     | H         |          |
|        | Þingskálavegur      | T         |          |
|        | Árbæjarvegur        | T         |          |
|        | Bjallavegur         | H         |          |
|        | Bugavegur           | H         |          |
|        | Ásvegur             | H         |          |
|        | Sumarliðabæjavegur  | H         |          |
|        | Ásmundarstaðavegur  | H         |          |
|        | Heiðarvegur         | H         |          |
|        | Hagabraut           | T         |          |
|        | Kálfholtsvegur      | H         |          |

### Suðurland ovest (ad ovest del [Þjórsá)
| Numero | Denominazione           | Categoria | Percorso |
| ------ | ----------------------- | --------- | -------- |
|        | Urriðafossvegur         | H         |          |
|        | Ölvisholtsvegur         | H         |          |
|        | Oddgeirshólavegur       | H         |          |
|        | Villingaholtsvegur      | T         |          |
|        | Hamarsvegur             | T         |          |
|        | Kolsholtsvegur          | H         |          |
|        | Votmúlavegur            | H         |          |
|        | Önundarholtsvegur       | H         |          |
|        | Vorsabæjarvegur í Flóa  | H         |          |
|        | Holtsvegur              | H         |          |
|        | Kaldaðarnesvegur        | H         |          |
|        | Langholtsvegur          | H         |          |
|        | Skeiðháholtsvegur       | H         |          |
|        | Ólafsvallavegur         | H         |          |
|        | Vorsabæjarvegur         | H         |          |
|        | Gnúpverjavegur          | T         |          |
|        | Hælsvegur               | H         |          |
|        | Stangarvegur            | T         |          |
|        | Stóra-Núpsvegur         | H         |          |
|        | Mástunguvegur           | H         |          |
|        | Háafossvegur            | L         |          |
|        | Haukadalsvegur          | T         |          |
|        | Gullfossvegur           | T         |          |
|        | Skálpanesvegur          | T         |          |
|        | Hlöðuvallavegur         | T         |          |
|        | Auðsholtsvegur          | T         |          |
|        | Langholtsvegur          | T         |          |
|        | Álfsstétt               | S         |          |
|        | Hrunavegur              | H         |          |
|        | Kaldbaksvegur           | H         |          |
|        | Tungufellsvegur         | H         |          |
|        | Grafningsvegur neðri    | T         |          |
|        | Búrfellsvegur           | H         |          |
|        | Kiðjabergsvegur         | H         |          |
|        | Sólheimavegur           | T         |          |
|        | Reykjavegur             | S         |          |
|        | Tjarnarvegur            | H         |          |
|        | Einholtsvegur           | T         |          |
|        | Bræðratunguvegur        | S         |          |
|        | Grafningsvegur efri     | T         |          |
|        | Vallavegur              | T         |          |
|        | Efrivallavegur          | T         |          |
|        | Valhallarvegur          | T         |          |
|        | Eyjavegur               | H         |          |
|        | Lyngdalsheiðarvegur     | S         |          |
|        | Böðmóðsstaðavegur       | H         |          |
|        | Hvammsvegur             | H         |          |
|        | Arnarbælisvegur         | H         |          |
|        | Breiðamörk              | S         |          |
|        | Hafnarvegur Þorlákshöfn | S         |          |
|        | Hlíðarendavegur         | H         |          |

### Reykjanes e Höfuðborgarsvæðið
| Numero | Denominazione             | Categoria | Percorso |
| ------ | ------------------------- | --------- | -------- |
|        | Bláfjallaleið             | T         |          |
|        | Fossvogsbraut             | S         |          |
|        | Arnarnesvegur             | S         |          |
|        | Breiðholtsbraut           | S         |          |
|        | Flugvallarvegur Reykjavík | S         |          |
|        | Álftanesvegur             | S         |          |
|        | Bessastaðavegur           | T         |          |
|        | Bláfjallavegur            | T         |          |
|        | Bústaðavegur              | S         |          |
|        | Vatnsleysustrandarvegur   | T         |          |
|        | Vogavegur                 | S         |          |
|        | Miðnesheiðarvegur         | S         |          |
|        | Keflavíkurvegur           | S         |          |
|        | Nesvegur                  | T         |          |
|        | Bláalónsvegur             | T         |          |
|        | Suðurstrandarvegur        | S         |          |
|        | Vigdísarvallavegur        | L         |          |
|        | Sandgerðisvegur           | S         |          |
|        | Skálafellsvegur           | T         |          |
|        | Nesjavallaleið            | T         |          |
|        | Reykjanesvitavegur        | T         |          |
|        | Sundabraut                | S         |          |
|        | Sundagarðar               | S         |          |
|        | Holtavegur                | S         |          |
|        | Brautarholtsvegur         | H         |          |
|        | Eyrarfjallsvegur          | T         |          |
|        | Meðalfellsvegur           | T         |          |
|        | Fjarðarbraut              | S         |          |

### Vesturland
| Numero | Denominazione          | Categoria | Percorso |
| ------ | ---------------------- | --------- | -------- |
|        | Innrahólmsvegur        | H         |          |
|        | Svínadalsvegur         | T         |          |
|        | Innnesvegur            | T         |          |
|        | Leirársveitarvegur     | H         |          |
|        | Melasveitarvegur       | T         |          |
|        | Grundartangavegur      | S         |          |
|        | Mófellsstaðavegur      | H         |          |
|        | Skorradalsvegur        | T         |          |
|        | Akranesvegur           | S         |          |
|        | Hvítárvallavegur       | T         |          |
|        | Hvanneyrarvegur        | S         |          |
|        | Lundarreykjadalsvegur  | T         |          |
|        | Bæjarsveitarvegur      | H         |          |
|        | Hvítárbakkavegur       | H         |          |
|        | Flókadalsvegur         | T         |          |
|        | Reykdælavegur          | H         |          |
|        | Hálsasveitarvegur      | S         |          |
|        | Reykholtsdalsvegur     | T         |          |
|        | Dragavegur             | T         |          |
|        | Þverárhlíðarvegur      | T         |          |
|        | Hvítársíðuvegur        | T         |          |
|        | Stafholtsvegur         | H         |          |
|        | Varmalandsvegur        | H         |          |
|        | Norðurárdalsvegur      | T         |          |
|        | Ferjubakkavegur        | H         |          |
|        | Þursstaðavegur         | H         |          |
|        | Álftaneshreppsvegur    | T         |          |
|        | Álftanesvegur          | H         |          |
|        | Grímsstaðavegur        | H         |          |
|        | Stangarholtsvegur      | H         |          |
|        | Skíðholtsvegur         | H         |          |
|        | Hítardalsvegur         | T         |          |
|        | Hraunhreppsvegur       | T         |          |
|        | Kaldadalsvegur         | S; L      |          |
|        | Langjökulsvegur        | T         |          |
|        | Barnafossvegur         | T         |          |
|        | Langavatnsvegur        | L         |          |
|        | Deildartunguvegur      | T         |          |
|        | Berserkjahraunsvegur   | L         |          |
|        | Hítarnesvegur          | H         |          |
|        | Kolviðarnesvegur       | H         |          |
|        | Skógarnesvegur         | H         |          |
|        | Jökulhálsleið          | L         |          |
|        | Ölkelduvegur           | H         |          |
|        | Dritvíkurvegur         | T         |          |
|        | Rifshafnarvegur        | S         |          |
|        | Útnesvegur             | S         |          |
|        | Framsveitarvegur       | H         |          |
|        | Helgafellssveitarvegur | T         |          |
|        | Arnarvatnsvegur        | L         |          |
|        | Öndverðarnesvegur      | T         |          |
|        | Hörðudalsvegur vestri  | H         |          |
|        | Hörðudalsvegur eystri  | H         |          |
|        | Hálsbæjavegur          | T         |          |
|        | Hlíðarvegur            | H         |          |
|        | Haukadalsvegur         | T         |          |
|        | Hjarðarholtsvegur      | H         |          |
|        | Sámsstaðavegur         | H         |          |
|        | Sælingsdalsvegur       | H         |          |
|        | Klofningsvegur         | T         |          |
|        | Orrahólavegur          | H         |          |
|        | Staðarhólsvegur        | H         |          |

### Vestfirðir
| Numero | Denominazione            | Categoria | Percorso |
| ------ | ------------------------ | --------- | -------- |
|        | Garpsdalsvegur           | H         |          |
|        | Geiradalsvegur           | H         |          |
|        | Karlseyjarvegur          | H         |          |
|        | Reykhólasveitarvegur     | S         |          |
|        | Þorskafjarðarvegur       | T         |          |
|        | Brjánslækjarvegur        | T         |          |
|        | Siglunesvegur            | H         |          |
|        | Örlygshafnarvegur        | T         |          |
|        | Rauðasandsvegur          | H         |          |
|        | Kollsvíkurvegur          | T         |          |
|        | Tálknafjarðarvegur       | S         |          |
|        | Ketildalavegur           | H         |          |
|        | Flugvallarvegur Bíldudal | T         |          |
|        | Mosdalsvegur             | H         |          |
|        | Svalvogavegur            | S         |          |
|        | Flugvallarvegur Þingeyri | S         |          |
|        | Ingjaldssandsvegur       | H         |          |
|        | Valþjófsdalsvegur        | H         |          |
|        | Önundarfjarðarvegur      | H         |          |
|        | Hjarðardalsvegur         | H         |          |
|        | Syðradalsvegur           | H         |          |
|        | Skálavíkurvegur          | L         |          |
|        | Flugvallarvegur Ísafirði | S         |          |
|        | Laugardalsvegur          | H         |          |
|        | Mjóafjarðarvegur         | T         |          |
|        | Reykjanesvegur           | H         |          |
|        | Snæfjallastrandarvegur   | H         |          |
|        | Hafnarvegur Ísafirði     | S         |          |
|        | Seljalandsdalsvegur      | T         |          |
|        | Laugalandsvegur          | H         |          |
|        | Skutulsfjarðarvegur      | H         |          |
|        | Borðeyrarvegur           | H         |          |
|        | Krossárdalsvegur         | H         |          |
|        | Strandavegur             | T         |          |
|        | Drangsnesvegur           | T         |          |
|        | Flugvallarvegur Gjögri   | T         |          |
|        | Ófeigsfjarðarvegur       | L         |          |
|        | Steinadalsvegur          | L         |          |

### Norðurland vestra
| Numero | Denominazione               | Categoria | Percorso |
| ------ | --------------------------- | --------- | -------- |
|        | Hrútatunguvegur             | H         |          |
|        | Heggstaðanesvegur           | T         |          |
|        | Hálsabæjavegur              | H         |          |
|        | Miðfjarðarvegur             | T         |          |
|        | Vesturárdalsvegur           | H         |          |
|        | Neðra-Núpsvegur             | H         |          |
|        | Vatnsnesvegur               | T         |          |
|        | Þorgrímsstaðavegur          | H         |          |
|        | Fitjavegur                  | T         |          |
|        | Víðidalsvegur               | T         |          |
|        | Síðuvegur                   | T         |          |
|        | Borgarvegur                 | T         |          |
|        | Þingeyravegur               | H         |          |
|        | Vatnsdalsvegur              | T         |          |
|        | Reykjabraut                 | T         |          |
|        | Miðásavegur                 | H         |          |
|        | Auðkúluvegur                | T         |          |
|        | Svínadalsvegur              | H         |          |
|        | Svínvetningabraut           | T         |          |
|        | Blöndudalsvegur             | H         |          |
|        | Svartárdalsvegur            | T         |          |
|        | Þjófadalavegur              | T         |          |
|        | Neðribyggðarvegur           | H         |          |
|        | Mýravegur                   | H         |          |
|        | Þverárfjallsvegur           | S         |          |
|        | Skagavegur                  | T         |          |
|        | Tindastólsvegur             | T         |          |
|        | Reykjastrandarvegur         | H         |          |
|        | Flugvallarvegur Sauðárkróki | S         |          |
|        | Efribyggðarvegur            | T         |          |
|        | Skagafjarðarvegur           | T         |          |
|        | Vindheimavegur              | H         |          |
|        | Héraðsdalsvegur             | H         |          |
|        | Svartárdalsvegur            | H         |          |
|        | Mælifellsdalsvegur          | L         |          |
|        | Villinganesvegur            | H         |          |
|        | Austurdalsvegur             | H         |          |
|        | Kjálkavegur                 | H         |          |
|        | Sæmundarhlíðarvegur         | H         |          |
|        | Hegranesvegur               | T         |          |
|        | Bakkavegur                  | H         |          |
|        | Hólavegur                   | S         |          |
|        | Hjaltadalsvegur             | H         |          |
|        | Ásavegur                    | H         |          |
|        | Deildardalsvegur            | H         |          |
|        | Höfðastrandarvegur          | H         |          |
|        | Sléttuhlíðarvegur           | H         |          |
|        | Flókadalsvegur              | H         |          |
|        | Haganesvíkurvegur           | H         |          |
|        | Sléttuvegur                 | H         |          |
|        | Hafnarvegur Siglufirði      | S         |          |
|        | Skarðsvegur                 | L         |          |

### Norðurland eystra
| Numero | Denominazione                  | Categoria | Percorso |
| ------ | ------------------------------ | --------- | -------- |
|        | Hafnarvegur Hrísey             | S         |          |
|        | Garðsvegur                     | H         |          |
|        | Kleifavegur                    | H         |          |
|        | Svarfaðardalsvegur             | T         |          |
|        | Tunguvegur                     | T         |          |
|        | Skíðadalsvegur                 | T         |          |
|        | Árskógssandsvegur              | S         |          |
|        | Hauganesvegur                  | S         |          |
|        | Hafnarvegur Dalvík             | S         |          |
|        | Hjalteyrarvegur                | H         |          |
|        | Bakkavegur                     | H         |          |
|        | Möðruvallavegur                | H         |          |
|        | Staðarbakkavegur               | H         |          |
|        | Hörgárdalsvegur                | T         |          |
|        | Dagverðareyrarvegur            | T         |          |
|        | Blómsturvallavegur             | H         |          |
|        | Hlíðarvegur                    | H         |          |
|        | Hafnarvegur Akureyri           | S         |          |
|        | Flugvallarvegur Akureyri       | S         |          |
|        | Eyjafjarðarbraut vestri        | S         |          |
|        | Kristnesvegur                  | T         |          |
|        | Miðbraut                       | S         |          |
|        | Finnastaðavegur                | H         |          |
|        | Dalsvegur                      | H         |          |
|        | Hólavegur                      | T         |          |
|        | Sölvadalsvegur                 | H         |          |
|        | Veigastaðavegur                | T         |          |
|        | Eyjafjarðarbraut eystri        | S         |          |
|        | Svalbarðseyrarvegur            | S         |          |
|        | Höfðavegur                     | H         |          |
|        | Vaðlaheiðarvegur               | L         |          |
|        | Illugastaðavegur               | T         |          |
|        | Fnjóskadalsvegur vestri        | H         |          |
|        | Fnjóskadalsvegur eystri        | T         |          |
|        | Vaglaskógarvegur               | T         |          |
|        | Hlíðarfjallsvegur              | T         |          |
|        | Fremstafellsvegur              | H         |          |
|        | Bárðardalsvegur vestri         | S         |          |
|        | Lundarbrekkuvegur              | T         |          |
|        | Bárðardalsvegur eystri         | T         |          |
|        | Aðaldalsvegur                  | S         |          |
|        | Austurhlíðarvegur              | H         |          |
|        | Stafnsvegur                    | H         |          |
|        | Mývatnssveitarvegur            | T         |          |
|        | Baldursheimsvegur              | H         |          |
|        | Út-Kinnarvegur                 | H         |          |
|        | Sandsvegur                     | H         |          |
|        | Hvammavegur                    | H         |          |
|        | Staðarbraut                    | H         |          |
|        | Fagranesvegur                  | H         |          |
|        | Laxárdalsvegur                 | H         |          |
|        | Hafnarvegur Húsavík            | S         |          |
|        | Grjótagjárvegur                | T         |          |
|        | Ásbyrgisvegur                  | T         |          |
|        | Dettifossvegur                 | T         |          |
|        | Kröfluvegur/Leirhnúksvegur     | T         |          |
|        | Hólsfjallavegur                | T         |          |
|        | Gilsbakkavegur                 | H         |          |
|        | Austursandsvegur/Akurselsvegur | H         |          |
|        | Laxárdalsvegur                 | H         |          |
|        | Langanesvegur                  | S         |          |
|        | Sléttuvegur/Kópaskersvegur     | S         |          |
|        | Flugvallarvegur Þórshöfn       | S         |          |
|        | Raufarhafnarvegur              | S         |          |
|        | Hálsavegur                     | L         |          |
|        | Leyningshólavegur              | L         |          |
|        | Goðafossvegur                  | T         |          |
|        | Dimmuborgavegur                | T         |          |
|        | Námaskarðsvegur                | T         |          |
|        | Dettifossvegur vestri          | T         |          |
|        | Tungnavegur                    | T         |          |
|        | Vesturdalsvegur                | T         |          |
|        | Dettifossvegur eystri          | T         |          |
|        | Svalbarðstunguvegur            | H         |          |

### Austurland
| Numero | Denominazione               | Categoria | Percorso |
| ------ | --------------------------- | --------- | -------- |
|        | Möðrudalsleið               | L         |          |
|        | Brúarvegur                  | L         |          |
|        | Austurleið/Laugarfellsvegur | L         |          |
|        | Strandhafnarvegur           | H         |          |
|        | Skógavegur                  | H         |          |
|        | Vesturárdalsvegur           | H         |          |
|        | Flugvallarvegur Vopnafirði  | T         |          |
|        | Hlíðarvegur                 | S         |          |
|        | Hafnarvegur Vopnafirði      | S         |          |
|        | Sunnudalsvegur              | T         |          |
|        | Hofsárdalsvegur             | T         |          |
|        | Eyjavegur                   | H         |          |
|        | Másselsvegur                | H         |          |
|        | Jökuldalsvegur              | T         |          |
|        | Jökuldalsvegur eystri       | T         |          |
|        | Hróarstunguvegur            | T         |          |
|        | Húseyjarvegur               | H         |          |
|        | Brekkubæjavegur             | H         |          |
|        | Hafrafellsvegur             | H         |          |
|        | Upphéraðsvegur              | T         |          |
|        | Fljótsdalsvegur             | T         |          |
|        | Múlavegur í Fljótsdal       | H         |          |
|        | Suðurdalsvegur              | H         |          |
|        | Þórdalsheiðarvegur          | L         |          |
|        | Skriðdalsvegur              | T         |          |
|        | Múlavegur syðri             | H         |          |
|        | Axarvegur                   | T         |          |
|        | Flugvallarvegur Egilsstöðum | S         |          |
|        | Steinsvaðsvegur             | H         |          |
|        | Hjaltastaðarvegur           | H         |          |
|        | Lagarfossvegur              | T         |          |
|        | Hólalandsvegur              | T         |          |
|        | Desjarmýrarvegur            | H         |          |
|        | Gilsárteigsvegur            | H         |          |
|        | Þrándarstaðavegur           | H         |          |
|        | Vestdalseyrarvegur          | H         |          |
|        | Hánefsstaðavegur            | H         |          |
|        | Mjóafjarðarvegur            | T         |          |
|        | Helgustaðavegur             | T         |          |
|        | Vattarnesvegur              | T         |          |
|        | Vöðlavíkurvegur             | L         |          |
|        | Norðurdalsvegur í Breiðdal  | H         |          |
|        | Breiðdalsvegur              | H         |          |
|        | Suðurbyggðarvegur           | H         |          |
|        | Almannaskarðsvegur          | T         |          |
|        | Flugvallarvegur Hornafirði  | S         |          |
|        | Miðfellsvegur               | H         |          |
|        | Hoffellsvegur               | H         |          |
|        | Rauðabergsvegur             | H         |          |
|        | Skaftafellsvegur            | T         |          |

## Strade con identificatori a quattro cifre
| Numero | Denominazione                   | Categoria | Percorso |
| ------ | ------------------------------- | --------- | -------- |
|        | Auravegur                       | T         |          |
|        | Skógavegur                      | T         |          |
|        | Safnavegur                      | T         |          |
|        | Grenstangavegur                 | T         |          |
|        | Skógafossvegur                  | T         |          |
|        | Tjarnarbyggðarvegur             | T         |          |
|        | Hjálparvegur                    | T         |          |
|        | Árbæjarvegur vestri             | T         |          |
|        | Sólheimavegur 1                 | T         |          |
|        | Haksvegur                       | T         |          |
|        | Hagamelsvegur                   | S         |          |
|        | Bifrastarvegur                  | S         |          |
|        | Grímarsstaðavegur               | T         |          |
|        | Skrúðsvegur                     | T         |          |
|        | Tungudalsvegur                  | T         |          |
|        | Ósvararvegur/Ósvegur            | T         |          |
|        | Óspaksstaðavegur                | H         |          |
|        | Hrútartunguvegur                | H         |          |
|        | Bálkastaðavegur                 | H         |          |
|        | Staðarflatarvegur               | H         |          |
|        | Staðarvegur                     | H         |          |
|        | Smáragilsvegur                  | H         |          |
|        | Brandagilsvegur                 | H         |          |
|        | Hvalshöfðavegur                 | H         |          |
|        | Brautarholtsvegur               | H         |          |
|        | Þóroddsstaðavegur               | H         |          |
|        | Akurbrekkuvegur                 | H         |          |
|        | Reykjavegur                     | H         |          |
|        | Reykjaskólavegur                | H         |          |
|        | Skólavegur Reykjum              | H         |          |
|        | Hveravíkurvegur                 | H         |          |
|        | Skólastjóravegur Reykjum        | H         |          |
|        | Barnaskólavegur Reykjum         | H         |          |
|        | Eyjanesvegur                    | H         |          |
|        | Tannstaðabakkavegur             | H         |          |
|        | Jaðarsvegur                     | H         |          |
|        | Mýravegur 3                     | H         |          |
|        | Bálkastaðavegur                 | H         |          |
|        | Mýravegur                       | H         |          |
|        | Bessastaðavegur                 | H         |          |
|        | Heggsstaðavegur                 | H         |          |
|        | Sandavegur                      | H         |          |
|        | Grímseyjarvegur                 | T         |          |
|        | Brekkuselsvegur                 | T         |          |
|        | Tindaaxlarvegur                 | T         |          |
|        | Jarðbaðsvegur                   | T         |          |
|        | Hverfjallsvegur                 | T         |          |
|        | Mývatnsheiðarvegur/Stangarvegur | T         |          |
|        | Norðurdalsvegur í Fljótsdal     | T         |          |
|        | Mjóeyrarvegur                   | S         |          |
|        | Stokksnesvegur                  | T         |          |
|        | Meðalfellsvegur                 | T         |          |

## Strade di montagna

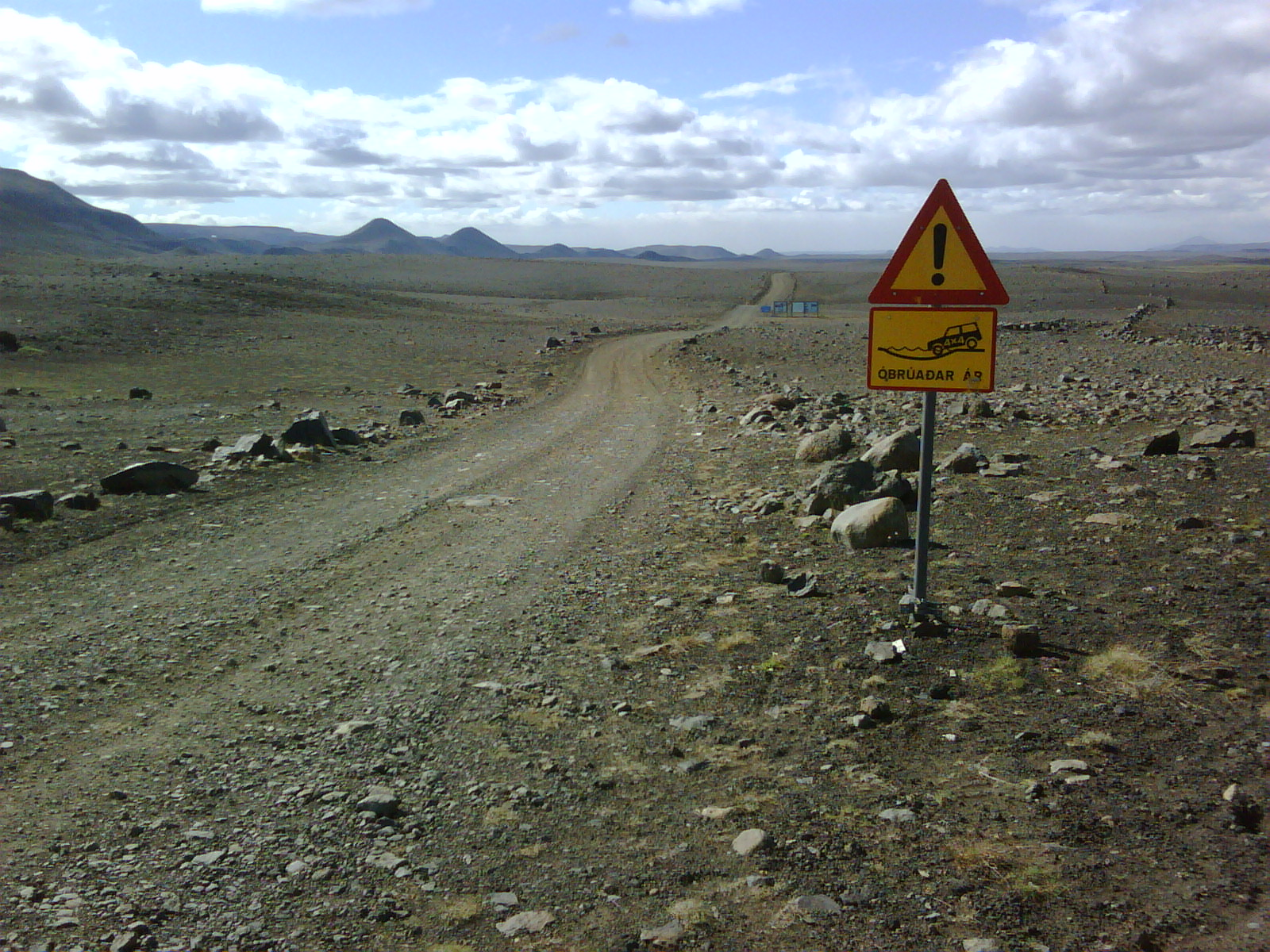
Inizio della F905

Le strade in questa categoria sono caratterizzate dal prefisso F, che deriva dalla parola Fjallvegir, cioè strada di montagna in lingua islandese. Il transito su queste strade è riservato a veicoli da fuoristrada.
| Numero | Denominazione                  | Categoria | Percorso |
| ------ | ------------------------------ | --------- | -------- |
|        | Sprengisandur                  | S; L      |          |
|        | Kollafjarðarheiði              | L         |          |
|        | Öskjuleið                      | L         |          |
|        | Lakavegur                      | L         |          |
|        | Lakagígavegur                  | L         |          |
|        | Fjallabaksleið nyrðri          | S; L      |          |
|        | Fjallabaksleið syðri           | L         |          |
|        | Eldgjárvegur                   | L         |          |
|        | Landmannalaugavegur            | L         |          |
|        | Landmannaleið                  | L         |          |
|        | Veiðivatnaleið                 | L         |          |
|        | Jökulheimaleið                 | L         |          |
|        | Öldufellsleið                  | L         |          |
|        | Álftavatnskrókur               | L         |          |
|        | Langisjór                      | L         |          |
|        | Þórsmerkurvegur                | L         |          |
|        | Emstruleið                     | L         |          |
|        | Haukadalsvegur                 | L         |          |
|        | Hagavatnsvegur                 | L         |          |
|        | Hlöðuvallavegur                | L         |          |
|        | Skjaldbreiðarvegur (Línuvegur) | L         |          |
|        | Kerlingarfjallavegur           | L         |          |
|        | Skorradalsvegur                | L         |          |
|        | Eysteinsdalsleið               | L         |          |
|        | Arnarvatnsvegur                | L         |          |
|        | Haukadalsskarðsvegur           | L         |          |
|        | Ófeigsfjarðarvegur             | L         |          |
|        | Vesturheiðarvegur              | L         |          |
|        | Þjófadalavegur                 | L         |          |
|        | Skagafjarðarleið               | L         |          |
|        | Eyjafjarðarleið                | L         |          |
|        | Leirdalsheiðarvegur            | L         |          |
|        | Dragaleið                      | L         |          |
|        | Öskjuvatnsvegur                | L         |          |
|        | Flateyjardalsvegur             | L         |          |
|        | Kverkfjallaleið                | L         |          |
|        | Hvannalindavegur               | L         |          |
|        | Arnardalsleið                  | L         |          |
|        | Snæfellsleið                   | L         |          |
|        | Austurleið                     | L         |          |
|        | Jökuldalsvegur                 | L         |          |
|        | Loðmundarfjarðarvegur          | L         |          |
|        | Viðfjarðarvegur                | L         |          |
|        | Kollumúlavegur                 | L         |          |
|        | Jökulvegur                     | L         |          |